# Tandon Doss
(en) Statistiques sur pro-football-reference
Tandon Mic Doss, né le 22 septembre 1989 à Indianapolis, est un joueur américain de football américain.

## Biographie

### Enfance
Doss étudie à la Ben Davis High School d'Indianapolis et est sélectionné, en 2007, pour participer au Indiana North/South All-Star Game,. Il évolue comme receveur pendant quatre saisons et est même finaliste pour le titre de Mr. Football pour l'Indiana. 

### Carrière

#### Université
Il entre à l'université de l'Indiana en 2008 et commence à jouer avec les Hoosiers dès cette année là. Comme receveur, il est nommé à deux reprises dans l'équipe de la saison de la Big Ten Conference, en 2009 et 2010. Le 3 janvier 2011, il décide de sauter sa dernière année universitaire pour se déclarer éligible à la draft 2011 de la NFL et quitte la faculté.

#### Professionnel
Tandon Doss est sélectionné au quatrième tour de la draft par les Ravens de Baltimore à la 123e position. Après une saison de rookie vierge où il ne réceptionne aucun ballon malgré ses apparitions lors de six matchs, Doss attrape ses premiers ballons en 2012 et marque le premier touchdown de sa carrière professionnelle. Le receveur remporte le Super Bowl XLVII malgré son statut de remplaçant et est libéré juste avant le début de la saison 2013. Rappelé en cours de saison, il joue quinze matchs dont deux comme titulaire.
Laissé libre par Baltimore, Doss s'engage avec les Jaguars de Jacksonville et n'apparaît pas sur le gazon pendant la saison 2014 et est remercié lors de la pré-saison 2015.